# Say You'll Haunt Me
«Say You'll Haunt Me»— en español: Di que me seguirás —es una canción de la banda estadounidense de hard rock, Stone Sour. Fue el segundo corte de difusión de su tercer álbum de estudio Audio Secrecy.
Alcanzó el puesto #1 en el Mainstream Rock Tracks y en el Billboard Rock Songs. En este último, logró mantenerse 7 semanas en la cima, y también logró el puesto #8 en el Billboard Alternative Songs.

## Contenido
Corey dijo de Say You’ll Haunt Me:

Fue una de esas canciones que no las siento realmente hasta que la terminas. Disfrute mucho las letras, pero no estaba seguro acerca de la música. Me viene a la mente y la canto, y he puesto mi corazón en esta canción, porque la letra es sobre mi esposa y lo que siento por mi esposa, y entonces lo hice. Y volví y ellos (la banda) lo hicieron increíble. Ahora no puedo sacarla de mi cabeza.

## Video musical
El video producido por Paul R. Brown y fue estrenado el 27 de julio de 2010. Fue grabado en un viejo hotel en el bajo Manhattan. Corey dijo que esta canción es dedicada a su esposa y lo que el siente por ella.
Stone Sour al final de este video comparte una frase que dice “What did you See?” (¿Qué ves?) haciendo a través de eso un concurso en el que decían a los fanes que el que encuentre la “clave” y un “código secreto”, que dice: "I am you" ("Yo soy tú"), que explica que Corey fue reemplazado en toda su personalidad por la mujer que aparecía en el video.

## Listado de canciones
| CD, Single, Promo |                                       |          |  |
| N.º               | Título                                | Duración |  |
| 1.                | «Say You'll Haunt Me» (Radio Edit)    | 04:03    |  |
| 2.                | «Say You'll Haunt Me» (Álbum Versión) | 04:24    |  |

## Posicionamiento en listas
| Lista (2010)                                    | Mejor posición |
| ----------------------------------------------- | -------------- |
| Estados Unidos (Bubbling Under Hot 100 Singles) | 10             |
| Estados Unidos (Alternative Songs)              | 8              |
| Estados Unidos (Mainstream Rock Tracks)         | 1              |
| Estados Unidos (Rock Songs)                     | 1              |
| Reino Unido (The Official Charts Company)       | 198            |